# Casamento consanguíneo
O casamento consanguíneo é o casamento entre membros de uma mesma família. Em termos legais, existem dois tipos: casamentos entre primos e casamentos avunculares (entre tios e sobrinhos). Apenas a Somália e a Suécia permite casamento entre irmãos (no caso desta, apenas para meios-irmãos por parte de pai).

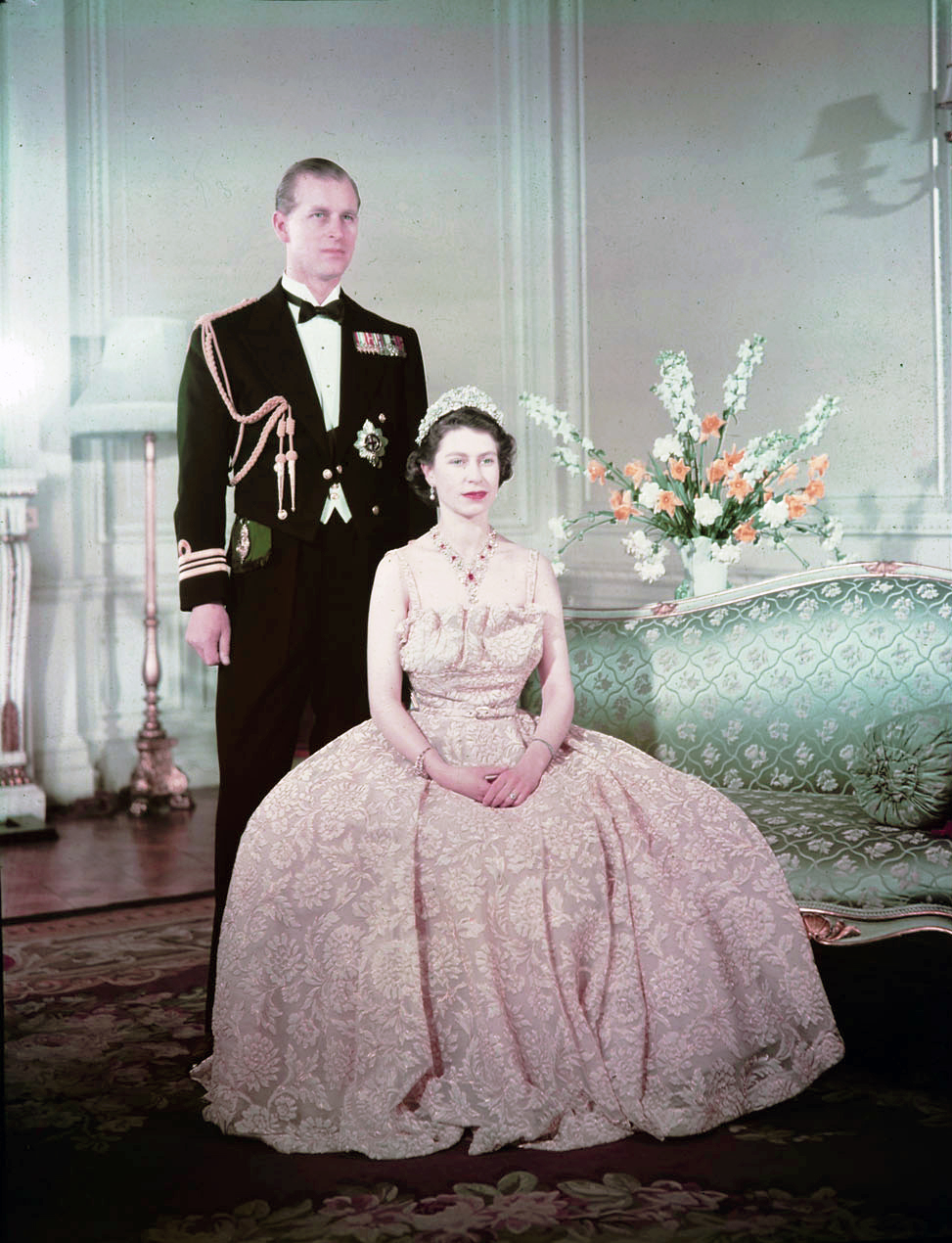
Rainha Elizabeth II do Reino Unido e seu marido, príncipe Philip, em 1950. Elizabeth e Philip eram primos de segundo grau através do rei Cristiano IX da Dinamarca e de terceiro grau através da rainha Vitória.

Presente e comum nas diversas sociedades do mundo desde o início da história, os exemplos mais notáveis desse tipo de casório se encontram em famílias reais e nobres. De acordo com Georges Duby, a fortuna da nobreza derivava da agregação desta à família do rei, gerando o interesse de renovar esse vínculo. Além disso, a endogamia aristocrática promovia a reagrupação da herança, evitando a divisão indesejada das terras. No caso da realeza, os casamentos consanguíneos eram o resultado de uma estratégia para formar alianças. Ao contrário do pensamento popular, não era visada a pureza de sangue, pois esse termo só se originou no século XV, como uma forma de discriminação contra judeus.
Em países islâmicos, o casamento entre primos é encorajado, chegando a representar 60% dos casamentos no Paquistão . Outras culturas, como a japonesa e a judaica, também incentivam o casamento entre primos, baseado principalmente em elementos históricos e religiosos. No Brasil, casamentos entre primos são permitidos, mas ainda há controvérsias a respeito de casamentos avunculares (o exemplo mais famoso deste último foi Irineu Evangelista de Souza, o Barão de Mauá).
Um dos maiores temores relacionados aos casamentos consanguíneos é um maior risco de gerar descendentes com anomalias estruturais e fisiológicas, assumindo-se que haja possibilidade de um gene recessivo portador da anormalidade ser carregado por ambos os pais e ser passado para os filhos (manifestando a característica se ocorrer em dose dupla). Por isso, é recomendado a casais consanguíneos fazer um mapeamento genético para verificar os riscos antes de terem filhos. Entretanto, casais não-consanguíneos estão sujeitos ao mesmo risco, em uma proporção apenas 2% menor. A desinformação relacionada ao tema acaba por espalhar desinformação com vieses eugenistas, xenofóbicos e racistas. Países e estados que adotaram a eugenia como política de Estado para coibir casamentos consanguíneos visando a diminuição de nascimentos de crianças com deficiência fracassaram em alcançar o objetivo.